# Brenden Rice
Brenden Khalil Rice (Chandler, 18 marzo 2002) è un giocatore di football americano statunitense che milita nel ruolo di wide receiver per i Los Angeles Chargers della National Football League (NFL).

## Carriera universitaria
Nel 2020 Rice fece registrare 6 ricezioni per 120 yard e 2 touchdown con i Colorado Buffaloes. L'anno seguente terminò con 21 ricezioni per 299 yard.
Il 18 gennaio 2022 Rice annunciò che si sarebbe trasferitò a USC. Nel 2023 fece registrare 37 ricezioni per 644 yard e 11 touchdown, venendo inserito nella seconda formazione ideale della Pac-12 Conference. L'8 dicembre 2023 annunciò che avrebbe rinunciato all'ultimo anno nel college football per passare tra i professionisti.

## Carriera professionistica

### Los Angeles Chargers
Rice fu scelto dai Los Angeles Chargers nel corso del settimo giro (225º assoluto) del Draft NFL 2024. Nella sua prima stagione disputò tre partite, senza fare registrare alcuna ricezione.

## Vita privata
Rice è il figlio dell'ex wide receiver membro della Pro Football Hall of Fame Jerry Rice.